# МНМ
MNM (Mercury, Nitro и Melina) е бивш професионален кеч отбор във World Wrestling Entertainment, състоящ се от Джоуи Мъркюри (по-рано Джоуи Матюс), Джони Нитро и мениджър Мелина Перез.. Въпреки че те се разделят един път, а след това пак се събират, докато са заедно Мъркюри и Нитро биват три пъти WWE шампиони по Двойки, а Мелина един път шампионка при Жените.
Тяхното външно излъчване беше трио от Холивудски известни личности, допълнено от влизане на ринга по червен килим, акомпаниран от „папараци“. Името на тяхната група произхожда от първата буква на последните имена на Мъркюри и Нитро, и първата буква от първото име на Мелина.

## История

### Ohio Valley Wrestling
MNM първо попадат заедно в „фермовата територия“ на World Wrestling Entertainment (WWE), Ohio Valley Wrestling (OVW). Мелина Перез, истинското гадже на Джони Нитро, бива представена в компанията като негово бивше гадже, сега в отбор с Мат Капотели, който тогава е във вражда с Нитро. Почти веднага, обаче, Перез се обръща срещу Капотели и се съюзява с Нитро. Двамата заедно представят Джоуи Матюс и тримата създават MNM. Докато са в OVW, Нитро и Матюс печелят Южните Титли по Двойки на OVW един път, като ги задържат за над два месеца.

### Разбиване
Всички три члена на MNM биват повикани в главния списък на Разбиване на 14 април, 2005, и Матюс сменя името си на Джоуи Мъркюри. Правят своя дебют по време на първия интервюя сегмент на Карлито Кабана, прекъсвайки интервю между Карлито и WWE Отборния шампион Рей Мистерио и атакувайки го те започват вражда с него и партниора му, Еди Гереро за отборните титли. Две седмици по-късно, в дебютния им мач в Разбиване, те печелят титлите от Мистерио и Гереро след като по средата на мача Гереро излиза. Докато Нитро и Мъркюри държат титлите Мелина се замесва с Хаиденрайх, присмивайки му се публично и това е тласъка за атака върху него от Нитро и Мъркюри. По време на атаката тои бива спасен от завръщащия се Road Warriror Animal, и заедно те предизвикват Мъркюри и Нитро на the Great American Bash, побеждавайки ги за титлите.
Мелина вижда загубата на Отборните Титли като „лоша публичност“ затова тя представя Джилиан Хол, публичен експерт за да поправи техния имидж. Хол работи нещо като четвърти член на MNM в допълнение като PR агент. Освен че ги урежда да са на корицата на Списанието на Разбиване, помага на Мелина в нейната вражда с Тори Уилсън и менажира Нитро и Мъркюри срещу Букър Ти и Шармел Съливан. През септември Хол напуска групата за да се съюзи с Джей Би Ел, който тогава губи мач от много по-малкия Рей Мистерио.
На 28 октомври, Мъркюри и Нитро попадат във Fatal Fourway отборен мач срещу the Mexicools (Супер Смахнатия и Психозата), Уилям Ригъл и Пол Бърчил, и WWE шампионите по Двойки L.O.D. 2005 (Хайденрайх и Road Warrior Animal) и след като The Dicks (Чад и Джеймс) се намесват в мача MNM успяват да направят Снимката на Хайденрайх и да спечелят титлите за втори път. Този път задържат титлите само за два месеца, губейки ги от Батиста и Рей Мистерио на 16 декември. Преди мача, където губят титлите Мелина опитва да убеди Батиста да отложи мача, подкупвайки го със секс, а след това той само и благодари за „нагряването“. Две седмици по-късно Марк Хенри е вкаран в групата като бодигард на Мелина, след като тя твърди че изнасилена и бързо помага на MNM да спечелят титлите обратно. Хенри е с групата за кратко време преди договорът му да бъде продаден на Дайвари.
През април 2006 MNM започват да губят поредица от мачове от Пол Лондон и Брайън Кендрик. В отборни мачове, единични мачове и даже в отборен мач с шест души Лондон и Кендрик винаги успяват да надвият Нитро и Мъркюри. На турнира през май Judgment Day, MNM биват победени от Лондон и Кендрик отново, но този път в мач за титлите. След мача Нитро и Мелина обвиняват Мъркюри за загубата, обръщат се срещу него, атакуват го и разделят MNM. По-късно същата вечер Мелина губи от бивш приятел, Джилиан Хол, в мач със спорен край, в резултат на което тя спори с Главния Мениджър на Разбиване Тиъдор Лонг -- и в яростта си му удря шамар -- което докарва до уволнението и на нея, и на Нитро от брандът, изпращайки ги в Първична Сила. Всъщност истинската причина за разделянето на MNM е, че Мъркюри точно тогава започва отстраняването му за 30 дена заради нарушаването на WWE Wellness Program.

### Завръщане
След свеж урок обратно в OVW, Мъркюри се завръща в WWE, обединявайки отново MNM в края на ноември 2006 за да отговорят на свободното предизвикателство обявено от Братята Харди за турнира December to Dismember. Вече заедно най-накрая успяват да победят Лондон и Кендрик в епизод на Разбиване, но губят от Хардитата на December to Dismember. MNM и Братята Харди се срещат отново на Армагедон като част от Fatal Fourway мач със стълби, който също включва отборите на Дейв Тейлър и Уилям Ригъл и Пол Лондон и Брайън Кендрик. По време на мача, в който Лондон и Кендрик запазват титлите си, Мъркюри бива тежко контузен когато стълба го удря в лицето, което го принуждава да напусне мача и да бъде откаран в спешно отделение, където получава 15 шева в счупения му нос. Лицевата контузия бива включена в действието, и когато Мъркюри се завръща (носейки защитна маска на лицето си) враждата между отборите кара MNM силно да търсят начин да контузят единния или и двамата Харди, отивайки толкова далеч, че даже атакуват Мат след мач и му правят Снимката на открития циментов под.
На 26 март, 2007 WWE.com официално обявява освобождаването на Джоуи Мъркюри, прекратявайки MNM като отбор. Връзката на Мелина и Нитро започва да се отчуждава, когато тя става шампионка на WWE при Жените и започва да събира внимание като единичен играч. За кратко време Нитро взима Кени Дайкстра за партниор, до Извънредния Драфт, който слага Нитро в ECW, Дайкстра в Разбиване, а Мелина остава в Първична Сила.

## В кеча
- Завършващи и характерни хватки
  - Нитро и Мъркюри
    - Снимката (Flapjack DDT)
    - Мъркюри държи противника и Нитро прави стъващ нагоре ендзуигири
    - Двоен бейзбол-завъртащ се падащ лист
    - Едновременни крак брадви в гърлото и краката

  - Джоуи Мъркюри
    - Вратотрошач на Палача

  - Джони Нитро
    - Падаща звезда от място
    - Супер ритник

  - Мелина
    - Зареждащ 180 градусов въртящ се лицетрошач

- Влизане на ринга
  - След като тяхната въвждаща песен (пододящо наречена „Папараци“) започва, "папараци излизат, слагайки червен килим, по който да ходят MNM. Докато вървят папараците им правят снимки в преувеличена фешън премиера на Холивудски филм
  - Мъжете членове на MNM носят кожени палта като излизат на ринга. Докато ги свалят, Мелина показва плочките им и маха титлите от панталоните им, където те висят в преувеличен фелически фешън.
  - Мелина има характерно влизане на ринга което включва правене на шщагат в края на ринга——от земята——и навеждане напред и пропълзяване под най-долното въже.

## Титли и успехи
- Ohio Valley Wrestling
  - OVW Southern Tag Team шампиони (1-кратни)

- Pro Wrestling Illustrated
  - Отбор на годината (2005)

- World Wrestling Entertainment

- - WWE Интерконтинентален шампион (2-кратен) – Нитро
  - WWE Tag Team шампиони (3-кратни)
  - WWE Women's шампионка (Мелина, 2-кратна)